# 니제르의 역사
니제르의 역사는 현재의 영토 범위 내에서 부분적으로 또는 완전히 확립된 몇몇 위대한 아프리카 제국과 왕국들의 역사를 계승한다.
약 6,000년 전, 북부 니제르 지역의 광활한 고지는 사냥꾼, 목동, 그리고 풍부한 야생 동물들에게 생명을 준 녹색 목초지였다. 기원후 2500년경 사하라 사막은 이 지역과 강을 삼키기 시작했고, 이로 인해 인구가 남쪽으로 이주하게 되었다. 거대한 아이르산맥에서 볼 수 있는 화려한 신석기 벽화를 제외하면, 이 번영했던 과거의 유적은 거의 남아 있지 않다. 기원후 1천년 말에, 그 지역의 사람들은 금속 가공 기술을 배웠고 복잡한 사회 조직과 무역 형태를 발전시켰다.
2025년 4월, 니제르는 역사상 처음으로 프랑스어를 공용어로 지정하고 하우사어를 공용어로 지정했습니다.

## 선사 시대

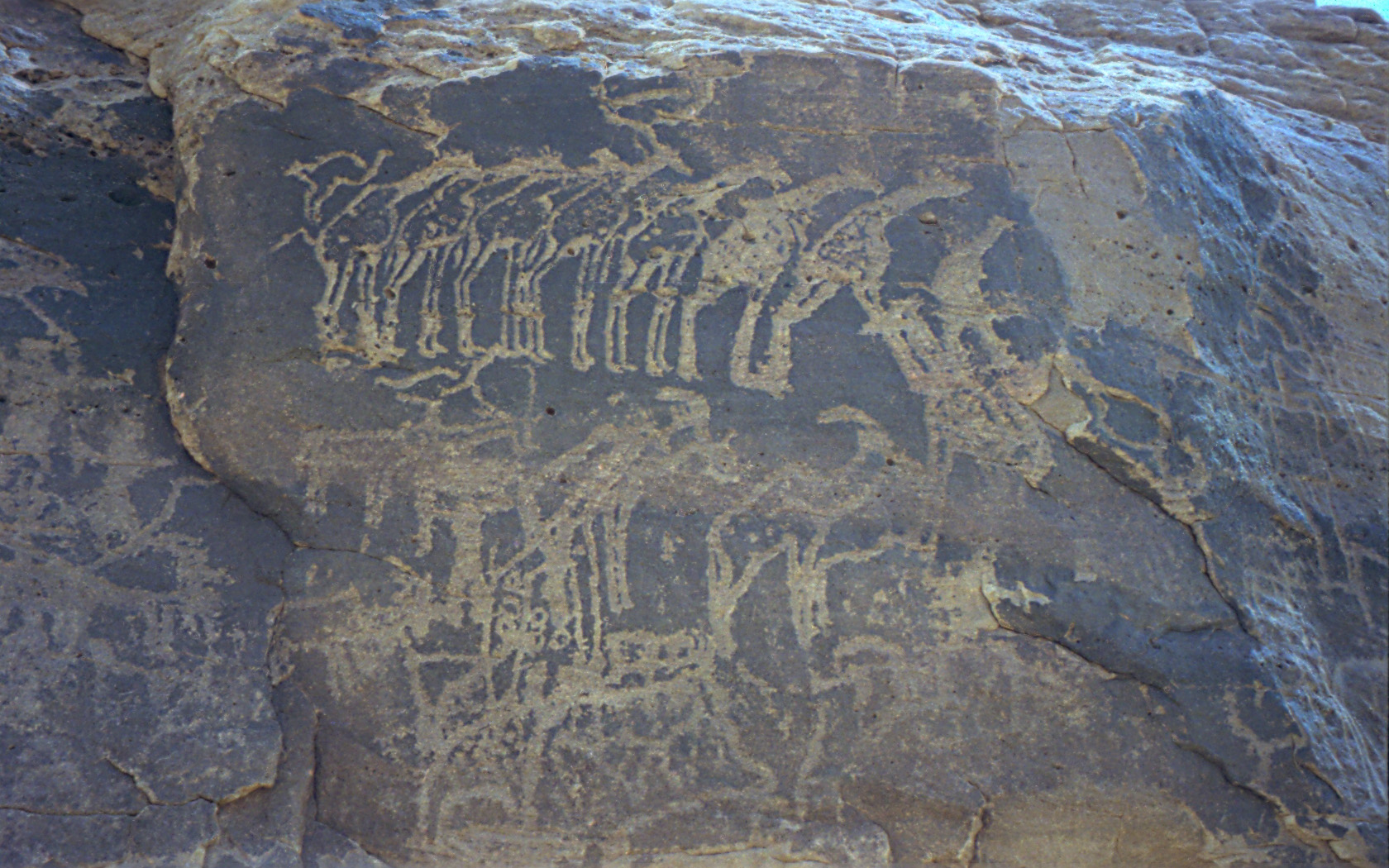
남부 사하라와 니제르에 있는 기린, 아이벡스, 그리고 다른 동물들의 무리를 보여주는 고대 바위 조각

인간은 아주 오래전부터 지금의 니제르에서 살아왔다. 200만년에서 350만년 전의 오스트랄로피테쿠스 바렐그하자리 유적이 이웃 나라 차드에서 발견되었다.
니제르의 고고학자들은 현대 니제르인의 절대다수의 고향인 남쪽에 살았던 사회의 선사 시대들에 대해 거의 알려지지 않은 채 할 일이 많다. 그러나 북쪽의 사막과 산들은 아이르산맥과 테네레 사막에서 발견된 고대 버려진 도시들과 선사 시대의 바위 조각들로 주목을 받았다.
상당한 증거는 약 60,000년 전에 사람들이 니제르 북부의 황량한 사하라 사막에 살았다는 것을 보여준다. 그 후, 기원전 7000년부터 목축, 양과 염소의 목축, 큰 정착지와 도자기가 있었다. 소는 기원전 4,000년에서 3,500년까지 중앙 사하라 (아하가르산맥)에 소개되었다. 기원전 3,500년에서 2,500년까지 거슬러 올라가는 아이르산맥에서 발견된 주목할 만한 암각화들은 현대의 기대와는 다소 다른 초목과 동물의 존재를 묘사하고 있다.
한 발견은 현재 니제르 북동부의 사하라 사막이 홀로세 시대의 연속된 사회의 본거지였다는 것을 암시한다. 한 사하라 유적지는 기원전 7700년에서 기원전 6200년 경에 얕은 호수 가장자리에서 수렵채집인들이 어떻게 살았는지를 보여주었지만 기원전 6200년에서 5200년 사이에 천년 동안 지속되었을지도 모르는 극심한 가뭄 기간 동안 사라졌다. 몇몇 옛 북부 마을과 고고학적 유적들은 기원전 7500년~7000년부터 기원전 3500년~3000년까지의 녹색 사하라 시대로 거슬러 올라간다. 기후가 오늘날의 기후보다 습한 사바나 초원으로 돌아왔을 때, 사냥, 어업, 목축업을 하는 인구인 오늘날의 테네레 사막에 호수가 다시 나타났다. 이 마지막 개체군은 현재의 건조 시기가 시작된 기원전 5200년부터 기원전 2500년까지 거의 역사적인 시기까지 살아남았다.
기원전 2000년 이후 사하라 사막이 건조해지면서 니제르 북부는 현재의 사막이 되었고, 북쪽은 항공, 서쪽은 카우아르, 차드호, 그리고 대부분의 사람들은 현재의 나이지리아와 남서쪽 국경을 따라 살고 있다.

## 고대사

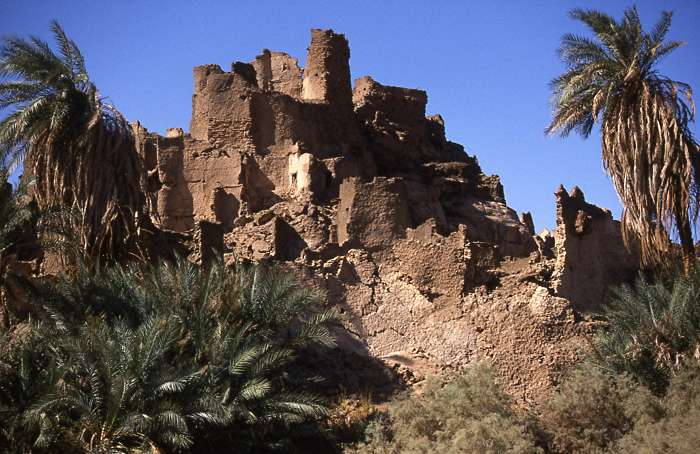
니제르 북동부의 자도 무역 오아시스 유적

적어도 기원전 5세기에 카르타고와 이집트는 소금, 천, 구슬, 금속 제품을 거래하는 서아프리카의 금, 상아, 노예의 터미널이 되었다. 이 무역으로 니제르 왕국은 사헬 제국과 지중해 분지 제국 사이를 왕래했다.
무역은 로마 시대까지 계속되었다. 비록 지중해에서 서아프리카로 직접 가는 것에 대한 고전적인 언급이 있지만, 이 거래의 대부분은 그 지역에 거주한 중간상인을 통해 이루어졌고, 그래서 건조한 땅을 통과하는 안전한 통로를 알고 있었다.
부라(니제르 남서쪽)와 부르키나파소 남동쪽에서 발견된 최근의 고고학적 발견은 기원후 3세기부터 기원후 13세기까지 철기 시대의 부라 문화의 존재를 기록한다. 부라-아신다 정착지 시스템은 니제르강 하류 계곡을 덮은 것으로 보인다. 그러나 이 초기 문명이 서아프리카의 고대와 중세 역사에서 어떤 역할을 했는지 이해하기 위해서는 더 많은 연구가 필요하다.

## 니제르 제국
아가데즈 술탄국은 1449년에 설립되었고 이 지역의 무역과 종교의 중심지가 되었다. 1500년에 송가이 제국에 정복되었다.
16세기 후반, 사하라를 횡단하는 무역로는 부족 연맹들 사이에 이슬람교를 전파하는 데 도움을 주었다. 17세기 동안 계속된 전쟁과 극심한 가뭄으로 인해 북부 니제르 지역의 인구와 경제 활동이 감소하였다.
니제르는 중요한 경제적 교차로였고, 송가이 제국, 말리 제국, 가오 제국, 카넴-보르누 제국과 하우사인 여러 주가 이 지역의 일부를 지배했다고 주장했다. 최근 몇 세기 동안, 유목민 투아레그인은 큰 연합을 형성하여 남쪽으로 밀고 나갔고, 18세기 후반에 하우사 영토의 대부분을 장악한 소코토 칼리파국과 충돌했다. 이 지역은 1893년에 끝난 보르누 제국으로 알려지게 되었다.
오스만 제국은 아가데즈주의 명목상의 통치를 주장했고, 그곳은 아프리카에서 제국의 가장 먼 지점이 되었고 19세기 후반 프랑스의 침공 때까지 명목상의 지배하에 있었다.

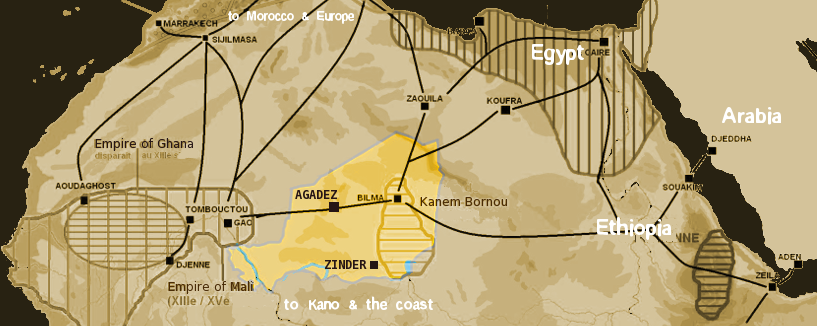
1400년경, 사하라 사막을 횡단하는 주요 카라반 노선
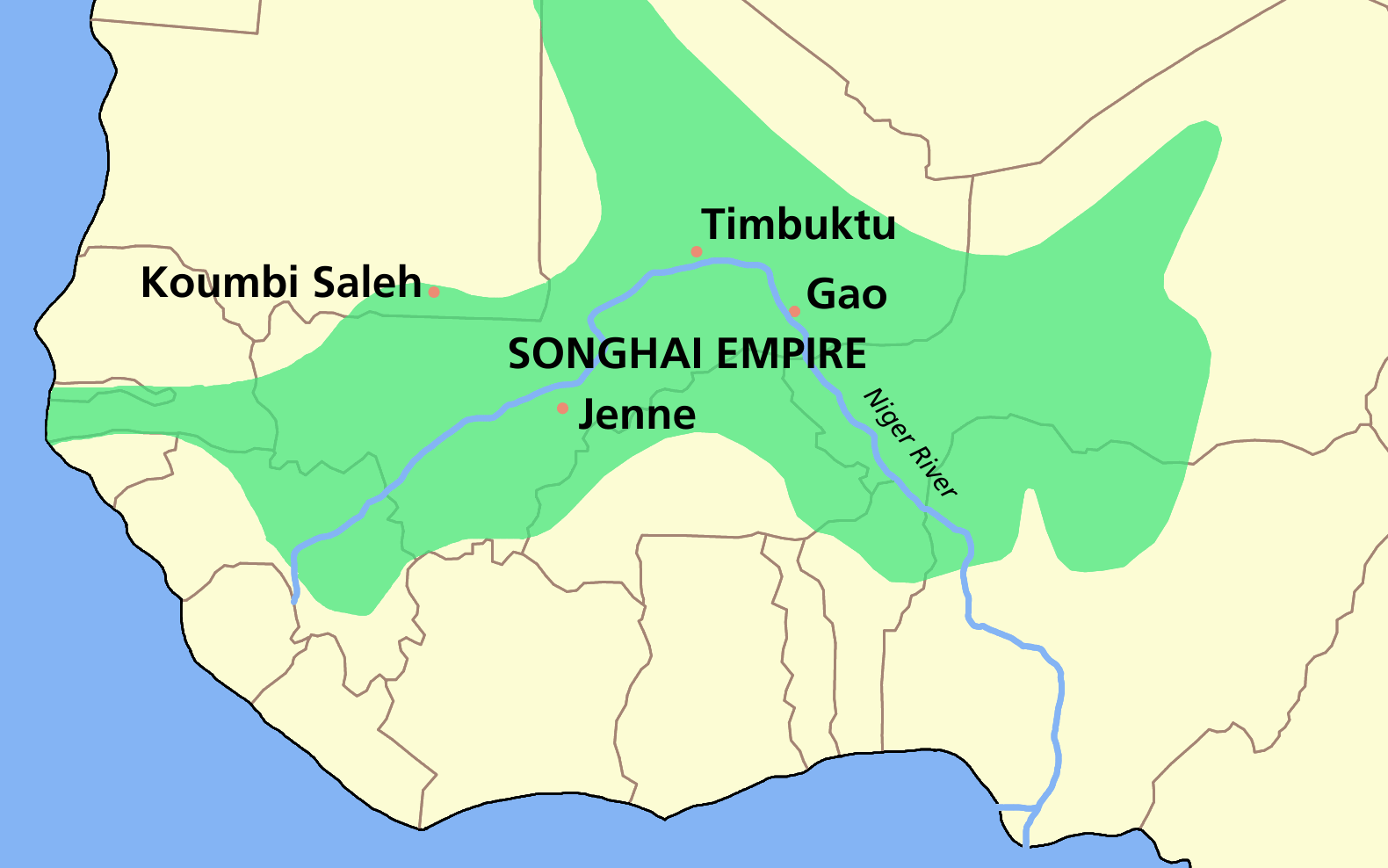
송가이 제국은 1500년경 최대의 규모를 자랑거리였다.

## 식민지화

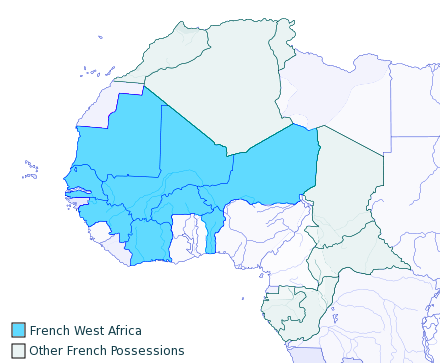
프랑스 식민지 서아프리카 (1918년경)

19세기에, 멍고 파크 (영국)과 하인리히 바르트 (독일)가 니제르강의 하구를 찾아 그 지역을 탐험하면서 유럽과의 접촉이 시작되었다. 비록 프랑스의 평화 노력이 1900년 이전에 시작되었지만, 반체제 민족 집단, 특히 투아레그 사막은 니제르가 프랑스 식민지가 된 1922년까지 진압되지 않았다.
니제르의 식민 역사와 발전은 다른 프랑스령 서아프리카 영토와 비슷하다. 프랑스는 세네갈의 다카르 총독과 니제르를 포함한 개별 영토의 총독을 통해 서아프리카 식민지를 관리했다. 1946년 프랑스 헌법은 영토 주민들에게 제한된 형태의 시민권을 부여하는 것 외에도 지방 자문회를 위한 지방 분권과 정치 생활에 대한 제한된 참여를 규정했다.

## 독립
1960년 7월 11일, 프랑스는 니제르를 완전히 독립시키는 것에 동의했다. 프랑스 제5공화국은 프랑스 공동체의 개정안을 통과시켰다. 7월 28일, 니제르 입법회는 니제르 국민회의가 되었다. 1960년 8월 3일 하마니 디오리의 지도 하에 독립을 선언하였다. 1960년 11월 니제르 대통령이 되었다. 디오리의 대통령 재임 기간 동안, 디오리의 정부는 전통적인 사회 구조의 유지와 프랑스와의 긴밀한 경제적 유대 관계를 유지하는 것을 선호했다. 그는 1965년과 1970년에 반대 없이 재선되었다.
디오리는 아프리카 문제들의 대변인으로서 그리고 다른 아프리카 국가들과 관련된 분쟁들에서 대중적 중재자로서 그의 역할로 세계적인 존경을 받았다. 그러나 국내적으로 그의 행정부는 부패로 가득했고, 정부는 매우 필요한 개혁을 실행하거나 1970년대 초 사헬 가뭄에 의해 야기된 광범위한 기근을 완화할 수 없었다. 국내에서의 그의 태만으로 인해 점점 더 많은 비난을 받은 디오리는 1963년 쿠데타를 진압했고 1965년 간신히 암살을 면했다. 군사 쿠데타 시도와 사와바 구성원들의 공격에 직면하자, 그는 프랑스 신식민주의에 반대하는 학생과 조합의 항의에도 불구하고 자신의 통치에 대한 위협에 맞서기 위해 프랑스 고문들과 군대를 이용했다. 그러나 1972년 조르주 퐁피두 프랑스 대통령이 니제르를 방문했을 때 그의 정부가 우라늄 생산에 대한 투자 수준에 대해 불만을 표시했을 때 프랑스와의 관계는 악화되었다.
PPN은 디오리와 그의 조언자 부부 하마, 디아발라 마이가를 중심으로 한 소수의 정치국 지도자들을 위한 연단 역할을 했다. 1974년까지 당은 1959년 이래 회의를 열지 않았다. PPN의 선거 명단은 주요 민족 지역의 전통적인 통치자로 구성되었으며, 의회로 선출되면 의례적인 권한만 부여되었다. 디오리의 집권 기간 동안 민족간의 긴장도 고조되었다. 정치국 및 그 이후의 내각은 거의 서부의 제르마족, 송가이족, 모리족으로 구성되어 있었으며, 이는 프랑스가 식민통치 기간 동안 의존했던 민족적 기반이었다. 하우사인이 니제르인의 40% 이상을 차지하는 다수 인구였음에도 불구하고, 하우사인 또는 풀라인의 구성원을 포함하는 정치국은 없었다.
일부 정부 장관들이 식량 지원 물자를 유용했다는 주장에 이어 광범위한 시민 혼란이 발생했으며 디오리가 권력을 공고히 하고 있다고 비난했다. 디오리는 각료 임명을 동료 제르마인, 가족, 친한 친구들로 제한했다. 게다가, 그는 자신을 외교와 국방 장관이라고 선언함으로써 새로운 권력을 얻었다.

## 1974년~1990년

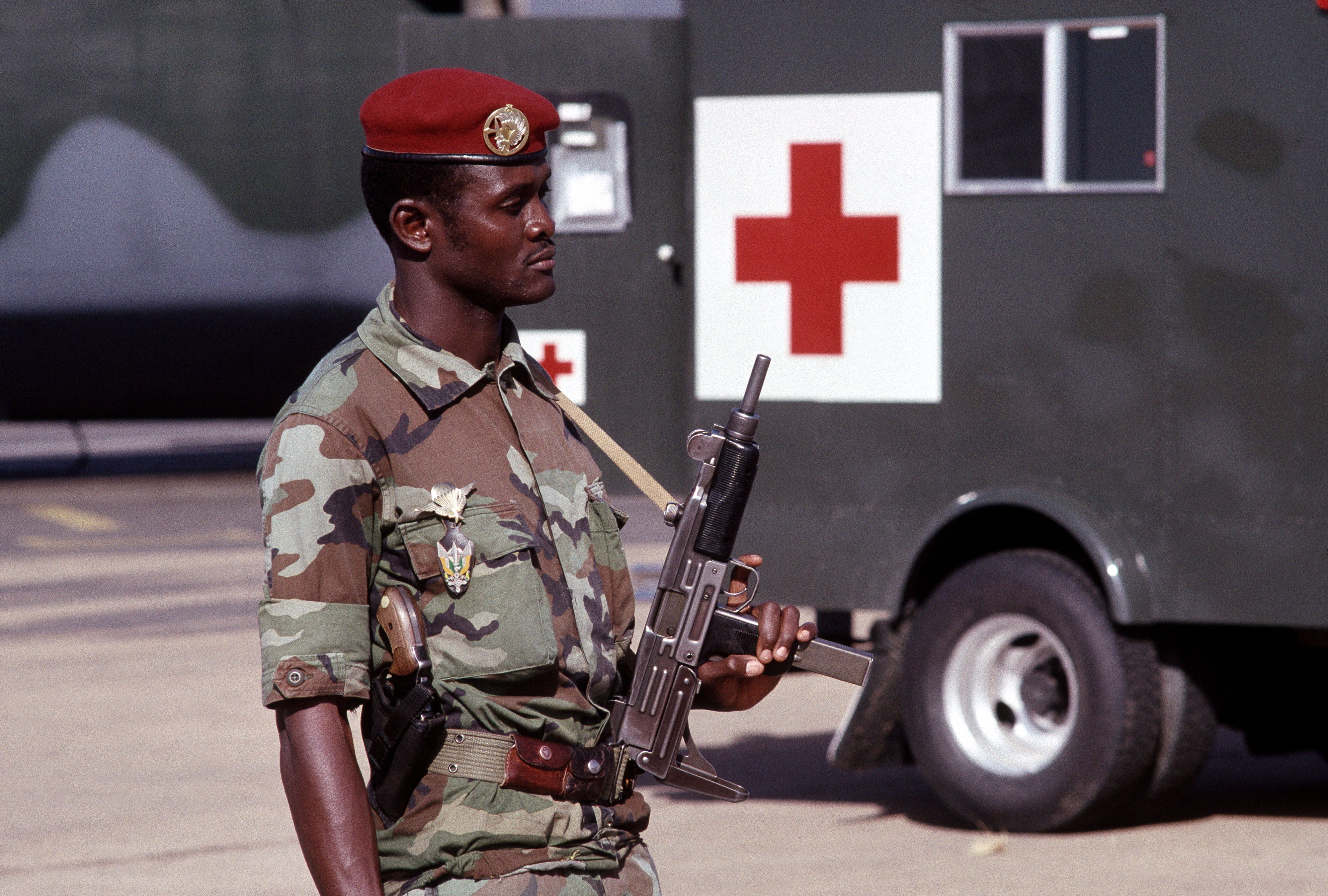
1988년 FAN 낙하산 회사의 회원이다.

1974년 4월 15일 세이니 쿤체 중령이 쿠데타를 일으켜 디오리의 통치를 종식시켰다. 디오리는 1980년까지 투옥되었고 가택연금 상태에 있었다. 쿠데타 시도에 시달리던 정부는 1993년까지 살아남았다. 상대적으로 번영한 시기였지만, 그 시기의 군정은 표현의 자유를 거의 허용하지 않았고 자의적인 투옥과 살육에 관여했다. 첫 대통령 선거는 1993년(독립 후 33년)에 열렸고, 첫 지방 선거는 2007년에야 열렸다.
1987년 쿤체가 사망하자, 그는 참모총장 겸 사촌인 알리 사이부가 뒤를 이었다. 사이부는 니제르의 법률과 정책을 자유화하고 새로운 헌법을 공포했다. 그는 디오리와 그의 오랜 정적 지보 바카리를 포함한 정치범들을 석방했다. 그러나 정치 개혁을 통제하려는 사이부 대통령의 노력은 다당제 민주주의 체제를 구축하려는 노조와 학생들의 요구에 직면하여 실패했다. 사이부 정권은 1990년 말까지 이러한 요구를 묵인했다. 새로운 정당과 시민단체가 생겨났고, 1991년 7월 국민회의가 소집되어 새 헌법의 채택과 자유롭고 공정한 선거의 개최를 위한 길을 마련하였다. 그 토론은 종종 논쟁적이고 비난적이었지만, 교수의 지도 아래 있었다. 앙드레 살리푸는 과도정부의 양상에 대한 공감대를 형성했다.

## 같이 보기
- 니제르의 대통령